# XXVII edició de la Mostra de València
La XXVII edició de la Mostra de València, coneguda oficialment com a XXVII Mostra de València - Cinema del Mediterrani, va tenir lloc entre el 19 i el 26 d'octubre de 2006 a València. Fou dirigida per Joan Piquer i Simón. Sovintegen les crítiques al certamen, sobretot de l'Associació Valenciana de Productors Independents (AVAPI), que afirma que el festival "ja no desperta interès, ja no és el que era i no té cap repercussió".

## Desenvolupament
Les projeccions es tornen fer als Cines UGC de Campanar (València). Es van projectar un total de 127 pel·lícules, de les que 58 (el 45 %) no són de països mediterranis: 12 a la secció oficial, 12 a la secció informativa, 18 a la secció "Papá Cumple 100 años" (homenatge a 8 directors centenaris: John Huston, Anthony Mann, Otto Preminger, Carol Reed, Roberto Rossellini, Ladislao Vajda, Luchino Visconti i Billy Wilder), 7 a la secció país convidat (Hongria), 7 de la secció Visita Grega, 6 de la Secció Manual de Amor, 6 de la Secció Altres Mons, 8 del Cicle Males Companyies, 4 de la Luz de Lucía, 3 del Cicle Blasco Ibáñez al cinema, 4 de l'homenatge a José Coronado, 4 de l'homenatge a Lina Morgan, 5 de l'homenatge a Robert Bresson, 3 de les Estrenes Especial Mostra, 3 del Cicle In Memoriam Vicente Monfort, 19 de la Mostra Cinema Valencià, 11 del Cinema d'Estiu i 5 de la Mostreta. El cartell d'aquesta edició seria fet per Domènec Morera, el pressupost fou de 1.643.450 euros i hi van assistir 42.696 espectadors.
La gala d'inauguració va tenir lloc al Palau de la Música de València. Fou presentada per Anne Igartiburu i es va projectar La ciutat perduda d'Andy García, qui va estar present al festival i es va embutxacar 24.000 euros. També hi assistiren els homenatjats José Coronado i Lina Morgan, que descobriren les seves lloses al Passeig de la Mostra de València. La gala de clausura fou presentada per Anabel Alonso en un local ocupat per només la meitat de l'aforament.

## Pel·lícules exhibides

### Secció oficial
- Syri magjik de Kujtim Çashku
- Bled Number One de Rabah Ameur-Zaïmeche
- Što je Iva snimila 21. listopada 2003 de Tomislav Radić
- Delo osvobaja de Damjan Kozole
- Faltas leves de Manuel Valls i Jaume Bayarri
- Camping sauvage de Christophe Ali i Nicolas Bonilauri
- Galazio forema de Yannis Diamandopoulos
- Eize Makom Nifla d'Eyal Halfon
- Kukumi d'Isa Qosja
- Love de Vladan Nikolic
- Taht al-sakf de Samir Thikra
- Fleur d'oubli de Selma Baccar

## Jurat
Fou nomenada presidenta del jurat el director espanyol Jaime de Armiñán i la resta del tribunal va estar format per l'actriu espanyola Pilar Velázquez, l'escriptor francès Emmanuel Larraz, el marroquí Hammadi Gueroum, i el productor grec Greg Cokinakis.

## Premis
- Palmera d'Or (40.000 euros): Delo osvobaja de Damjan Kozole [8][9][10][11]
- Palmera de Plata (25.000 euros): Fleur d'oubli de Selma Baccar
- Palmera de Bronze (10.000 euros): Syri magjik de Kujtim Çashku
- Premi Pierre Kast al millor guió: Eyal Halfon per Eize Makom Nifla d'Eyal Halfon
- Premi a la millor interpretació femenina: Rabia Ben Abdallah per Fleur d'oubli de Selma Baccar
- Premi a la millor interpretació masculina: Fares Helou per Taht al-sakf de Samir Thikra
- Menció a la millor banda sonora: Dürbeck & Dohmen per Syri magjik de Kujtim Çashku
- Menció a la millor fotografia: Hajo Schomerus per Syri magjik de Kujtim Çashku
- Premi del Public (18.000 euros): Eize Makom Nifla d'Eyal Halfon
- Premi al millor llargmetratge de Mostra Cinema Valencià (30.000 euros): La bicicleta de Sigfrid Monleón.
- Premi al millor telefilm de Mostra Cinema Valencià (20.000 euros): Omar Martínez de Pau Martínez González.
- Premi al millor sèrie de Mostra Cinema Valencià (15.000 euros): Matrimonis i patrimonis de Rafa Montesinos.
- Premi al millor documental de Mostra Cinema Valencià (10.000 euros): Jaime en el espejo de Marco Potyomkin
- Premi al millor curt de 35 mm de Mostra Cinema Valencià (10.000 euros): El futuro está en el porno, de Vicente Villanueva
- Premi al millor curt en vídeo de Mostra Cinema Valencià (5.000 euros): Mikimbiaji de Francisco Bargues